# Bielinek rzepnik
Bielinek rzepnik (Pieris rapae syn. Artogeia rapae) – gatunek motyla dziennego z rodziny bielinkowatych (Pieridae).

## Opis
Skrzydła o rozpiętości 40–46 mm, białe, z czarną plamą przy wierzchołku. Na wierzchu skrzydła jedna czarna (u samca) lub dwie (u samicy) czarne plamki. Spód tylnego skrzydła żółty.

## Biologia i ekologia
Owady dorosłe można spotkać od kwietnia do początku czerwca (pokolenie wiosenne), a następnie od lipca do początku września (pokolenie letnie). Motyle pokolenia wiosennego są mniejsze niż osobniki pokolenia letniego. Imagines żywią się nektarem. Samice składają do 700 jaj w ciągu życia. Gąsienice żerują w czerwcu (pierwsze pokolenia), a następnie we wrześniu i październiku (drugie pokolenie). Przepoczwarczenie następuje w poczwarkach przyczepionych do rodziny żywicielskiej lub w jej pobliżu. Poczwarka jest formą zimującą. Typowe biotopy tego motyla to lasy, zarośla, pola uprawne, miedze, tereny ruderalne, ogrody i sady.

## Rośliny żywicielskie gąsienic
Podstawowymi roślinami żywicielskimi gąsienic są rośliny z rodziny kapustowatych takie jak kapusta, pieprzyca, gęsiówka, czosnaczek. Roślinami żywicielskimi uzupełniającymi są rezedy.

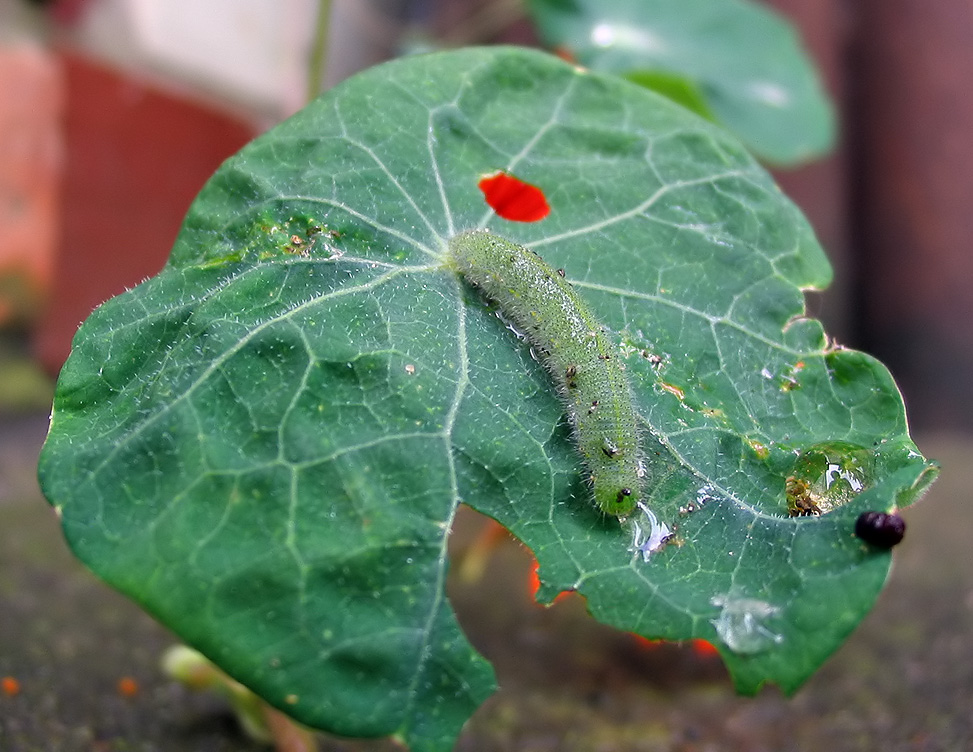
Gąsienica
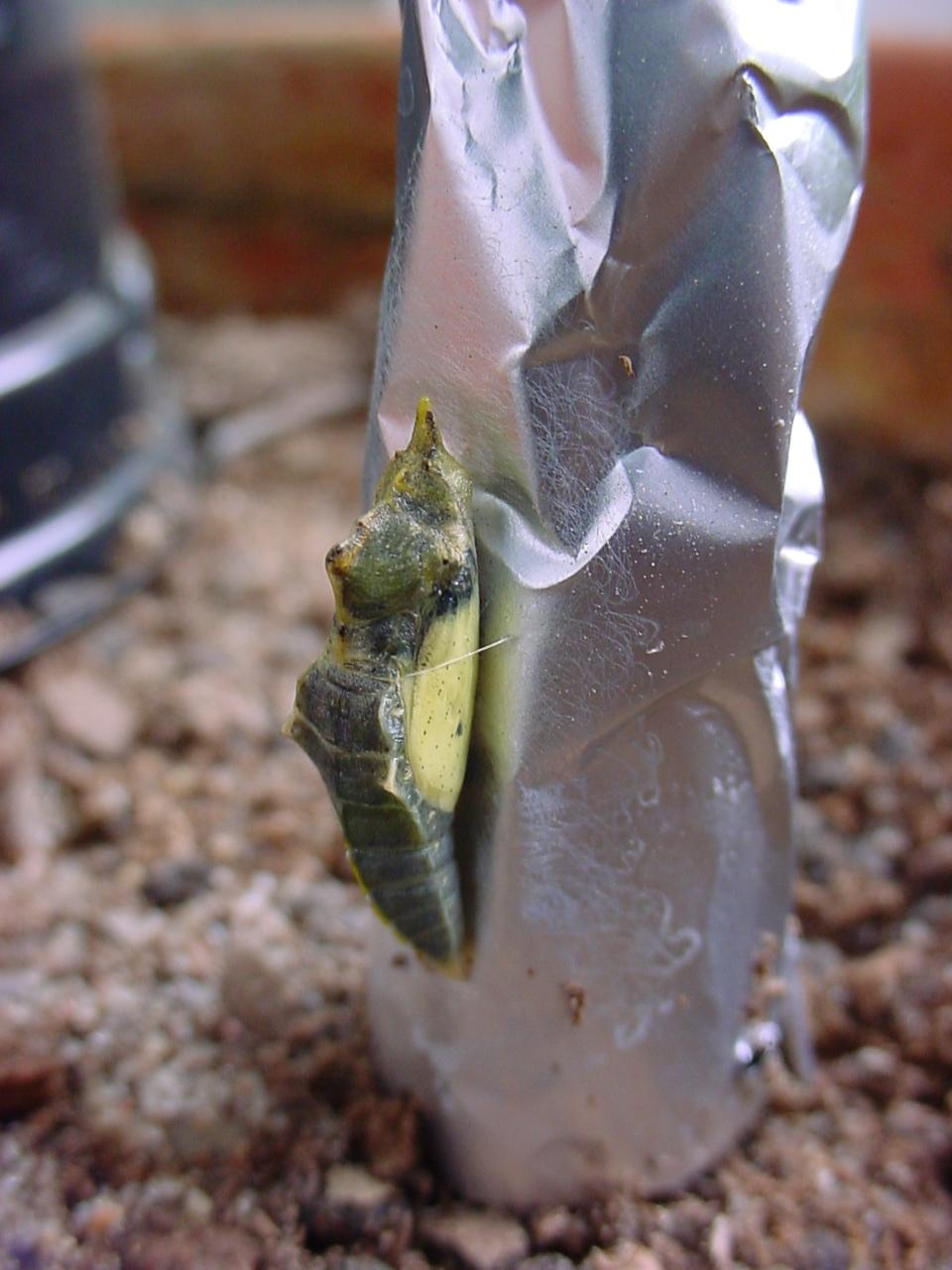
Poczwarka
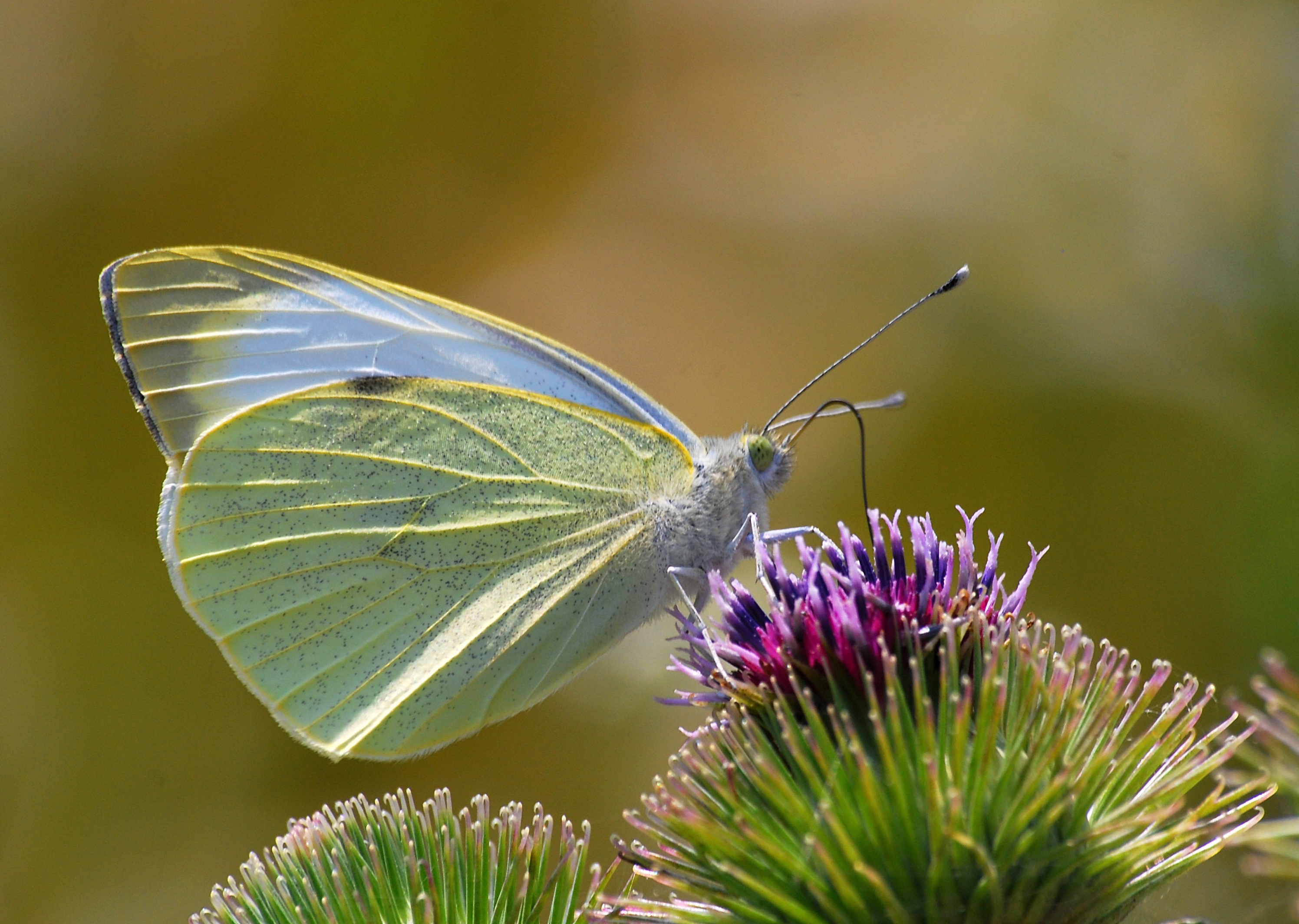
Widok motyla z profilu
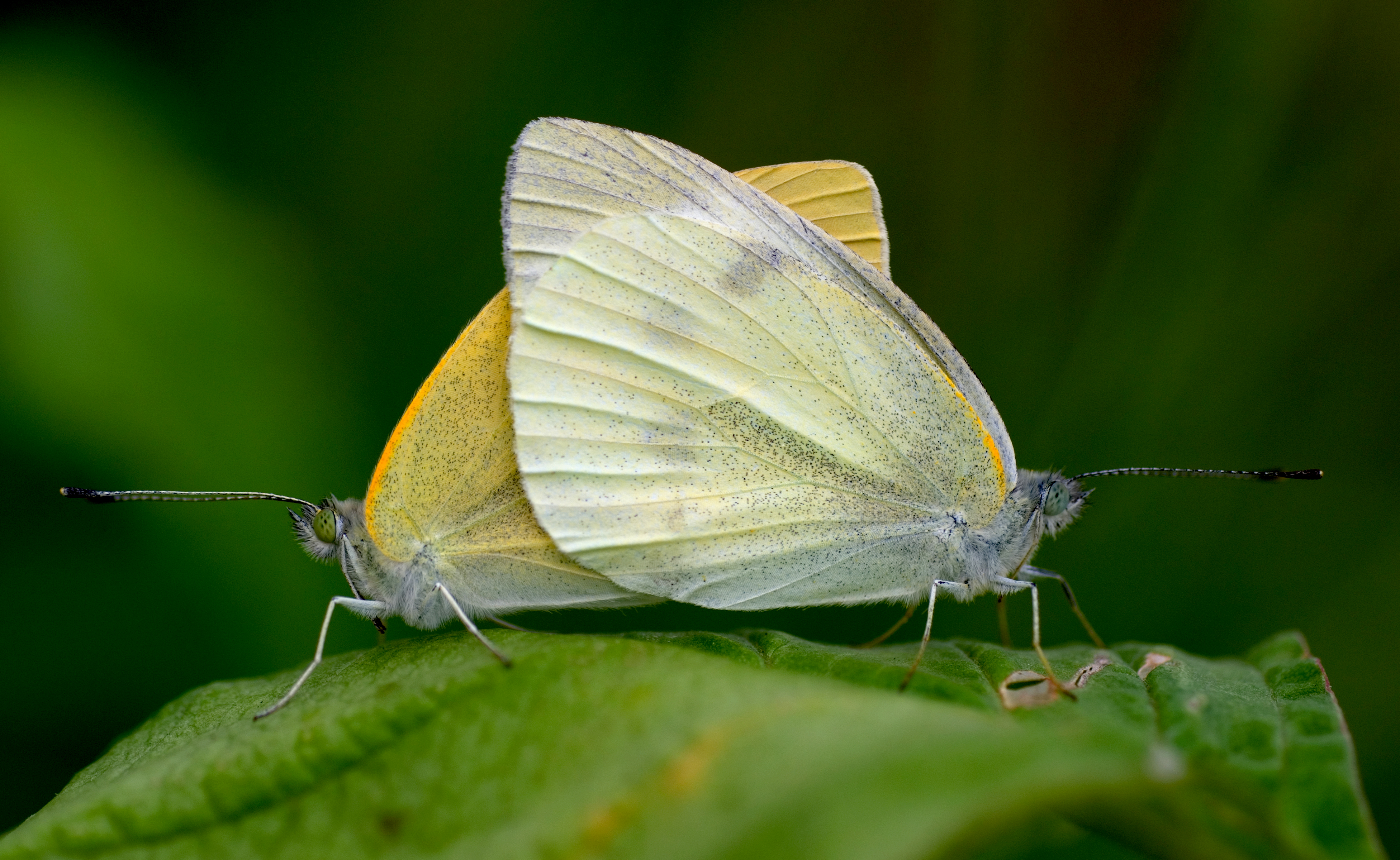
Samiec z samicą
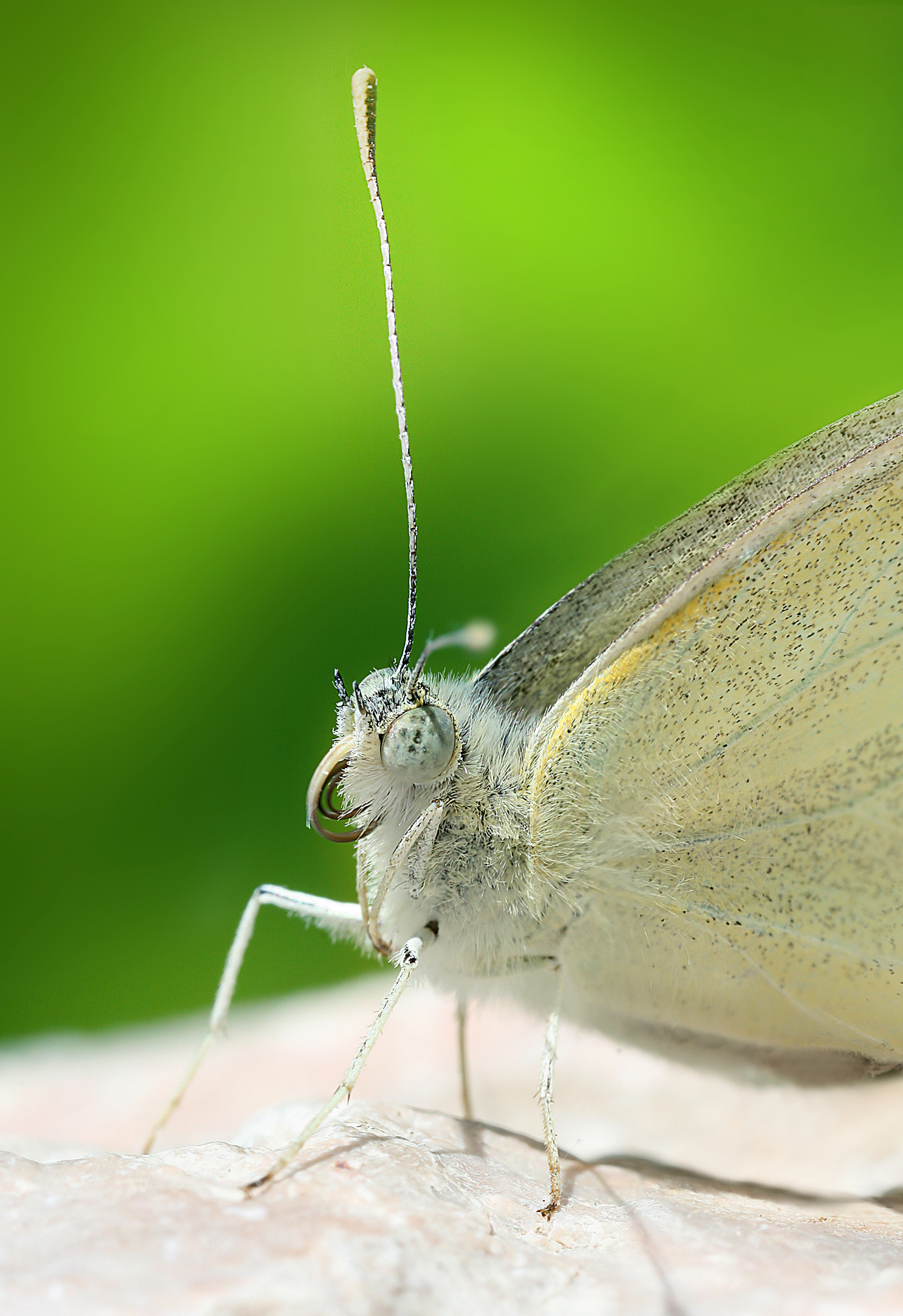
Bielinek rzepnik w zbliżeniu